# San Pascual (Ávila)
San Pascual est une commune de la province d'Ávila dans la communauté autonome de Castille-et-León en Espagne.

## Administration
| Période                                  | Période | Identité                | Étiquette | Qualité |
| ---------------------------------------- | ------- | ----------------------- | --------- | ------- |
| 2007                                     |         | María Antonia Díaz Díaz | PP        |         |
| Les données manquantes sont à compléter. |         |                         |           |         |